# Oriana Castro
Pour les articles homonymes, voir Castro.
Oriana Castro, née à Mar del Plata en 1984, est une productrice de films, enseignante et documentariste argentine.

## Biographie
Oriana Castro est productrice. Elle a dirigé la production des films de Nicanor Loreti, Pablo Fendrik et Agustín Toscano.
En 2014, elle réalise S.C Recortes de Prensa, son premier documentaire d'investigation avec Nicolas Martinez. Elle enquête sur le travail des journalistes pendant la dictature, soumis à la censure.
Oriana Castro et Nicolas Martinez réalisent un documentaire sur la dictature et la mémoire. Arthur Santana, photographe portugais a été détenu. Il se souvient d'une mosaïque au sol. Les réalisateurs mènent l'enquête et font appel à l'architecte Pablo Lopez Coda chargé de la rénovation des Galeries Pacifique, palais du XIXe siècle à Buenos Aires, un 1991. Ce bâtiment a servi pendant la dictature de centre de détention clandestin. De nombreuses personnes y ont été torturées et tuées. Il reste très peu de témoins vivants.
En 2023, elle réalise Mar de fondo. Dans les années 1990, une trentaine de femmes sont assassinées à Mar del Plata. Ces crimes sont attribués à un tueur en série. Il n'a pas été identifié, ni arrêté. Oriana Castro montre que les enquêtes de police ont été, en raison de discriminations envers les victimes et leurs familles, partiales et incomplètes.

## Documentaires
- S.C Recortes de Prensa, avec Nicolos Martinez, 69 min, 2014
- Secundo subsuelo, avec Nicolos Martinez, 62 min, 2018
- Mar de fondo, 79 min, 2023